# Şalgam
Şalgam (doslovno: sok od repe; turski: şalgam suyu) je bezalkoholno, kiselkasto, žestoko piće iz Adane, koje je nadasve omiljeno na jugu Turske. Tradicionalno se sastoji od soka provrele bijele repe (çelem), danas u pravilu pomiješanog i s ciklom, te se pretežno proizvodi u privatnim domaćinstvima ili obiteljskim pogonima, u bačvama. U svrhu dobivanja napitka isjeckano se povrće, slično kiselome kupusu, uz dodavanje kvasca, soli, slanutka i vode podvrgava mliječnome vrenju a tekućina se odmah potom procijedi.
Şalgam se poslužuje hladan u velikim čašama, s dugim komadima fermentirane cikle zvanima dene. Netom prije nego što se krene piti, u piće se dodaje umak od ljute paprike. Često se pije — ne pomiješano, nego zasebno — uz rakı (alkoholno piće) i začinjena jela, posebno adanski kebab.
Vjeruje se kako şalgam liječi mamurnost. Pretjerano konzumiranje şalgama pak uzrokuje velike količine crijevnih plinova.

## Vanjske poveznice
- Tradicionalna turska pića (engleski)